# Verwoest huis op Noord

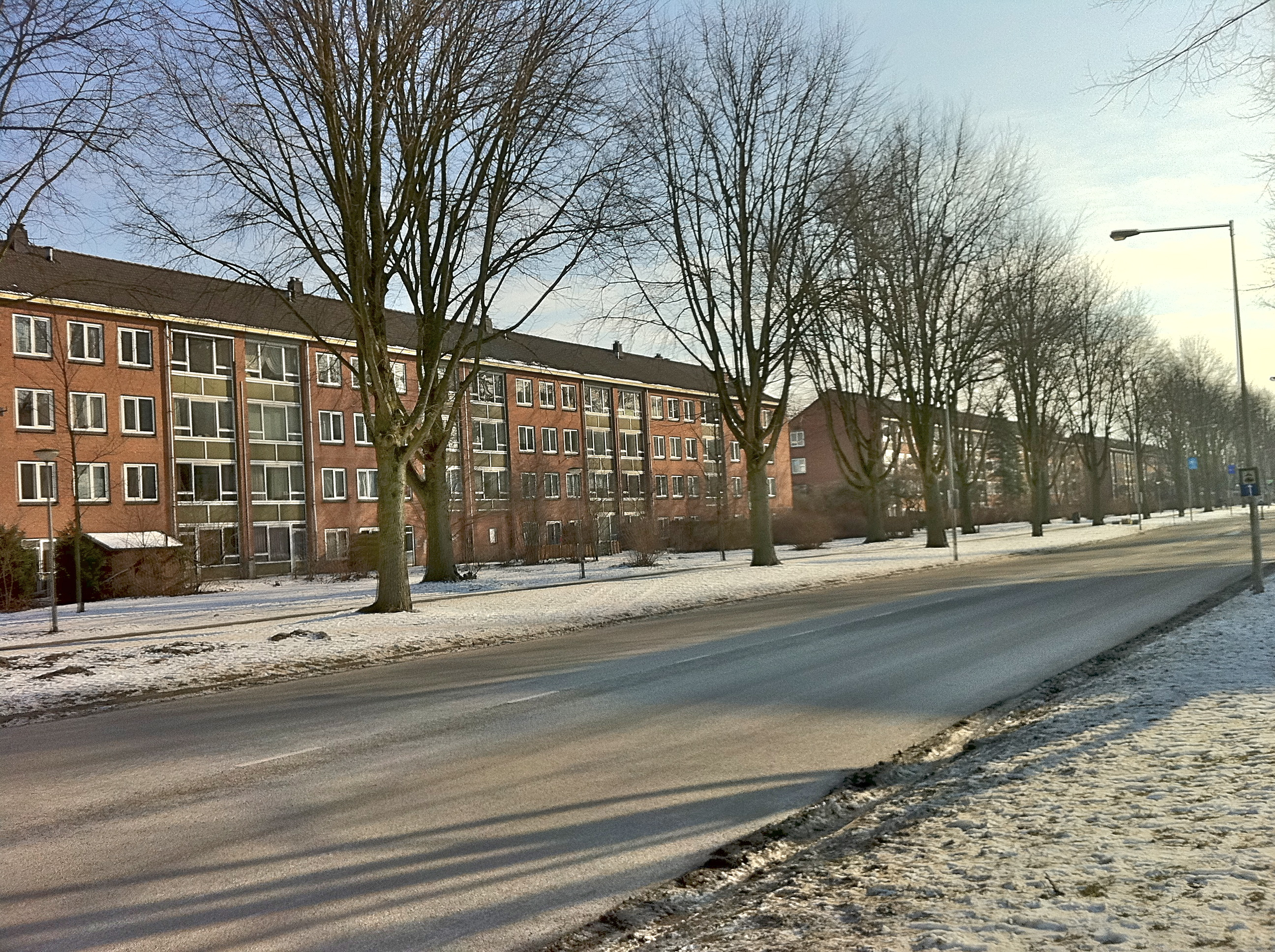
De IJdoornlaan rond 2012, toen de portiekflats er nog stonden. Het kunstwerk bevond zich in het linker deel van de voorste portiekflat

Verwoest huis op Noord was een tijdelijke installatie of kunstwerk uit 2014 van Marjan Teeuwen. Het bevond zich in het restant van een voor sloop bestemde portiekflat uit de jaren zestig van Rochdale in de Waterlandpleinbuurt in Amsterdam-Noord. Het gebouw was al deels gesloopt, maar voor het kunstproject bleven 14 portiekwoningen aan de Wieringerwaardstraat en de IJdoornlaan tijdelijk staan. Het kunstwerk was van 29 maart 2014 tot 15 juni 2014 te bezichtigen. Na afloop werd het kunstwerk met het restant van de portiekflat gesloopt en kwamen er op de plek 80 eengezinswoningen en 40 appartementen.

## Omschrijving
In het karkas van het gebouw waren de vloeren scheef gezet of verzakten ze. De wanden waren bijna allemaal verdwenen. De vloeren daarentegen liepen loodrecht naar beneden en waren daarmee juist weer tot wand geworden. Alles was schots en scheef, en chaotisch of juist zorgvuldig geordend tot architectonische sculpturen. Er werd gebruikgemaakt van materialen uit de flat, aangevuld met materiaal van buiten.
Het was niet de eerste installatie van soortgelijke strekking in een slooppand. Al eerder maakte Teeuwen soortgelijke installaties in een snackbar in Den Bosch, een houten huis in Siberië, een woningbouwcomplex in Amsterdam Slotervaart en een vooroorlogs huis in Bloemhof in Rotterdam.

## Bekostiging
Het kunstwerk was tot stand gekomen met geld van het Mondriaan Fonds, het Amsterdams Fonds voor de Kunst en het Stadsdeel Noord. Rochdale en het sloopbedrijf verleenden medewerking op bouwkundig gebied. Ook werd er een film over het project gemaakt en een publicatie uitgebracht.